# Geheimer Rat (Jülich-Berg)
Der Geheime Rat in den Herzogtümern Jülich und Berg war ein einflussreiches Gremium mit Regierungs- und Gerichtsaufgaben in den beiden in Personalunion verbundenen Herzogtümern mit Sitz in Düsseldorf. Er ist vergleichbar mit den Geheimräten in anderen Territorien des Heiligen Römischen Reichs.
Im Jahre 1609 schuf Herzog Wolfgang Wilhelm den jülich-bergischen Hofrat. Dieses Kollegium, dem Adlige angehörten, die das Vertrauen des Herzogs besaßen, bildete – gemeinsam mit dem Herzog – die Regierung und das oberste Gericht des Doppelherzogtums. Die Neugründung stand im Zusammenhang der Konflikte des Herzogs mit den Landständen. Diese hatten auf die seit dem 16. Jahrhundert bestehenden Landkanzlei, dem Vorgängergremium, erheblichen Einfluss gehabt.
Im Jahre 1668 wurde der Hofrat aufgeteilt. Der Hofrat wurde grundsätzlich zu einem Gericht, der neu entstandene Geheime Rat nahm die Regierungsaufgaben wahr. Allerdings war die Trennung der Rechtsprechung von der Verwaltung noch nicht konsequent umgesetzt. Beide Gremien waren weiterhin mit Verwaltungs- und Rechtsprechungsangelegenheiten befasst. Mit einer Verordnung vom 10. März 1693 wurden daher die Kompetenzen klarer getrennt. Der Hofrat war nun Gericht der zweiten Instanz, der Geheime Rat mit Verwaltungsaufgaben betraut. Daneben war der Geheime Rat aber auch Revisionsinstanz gegen Entscheidungen des Hofrates (soweit die Revision nicht an das Reichskammergericht oder den Reichshofrat gerichtet waren).
Mit der Bildung des Jülich-Bergischen Oberappellationsgerichtes 1769 verlor der Geheime Rat seine letzte Aufgabe in der Rechtsprechung, da dieses nun die letzte Revisionsinstanz wurde.
Der Geheime Rat bestand aus adligen Räten und aus gelehrten Räten. Neben dem Geheimen Rat bestanden andere Regierungsgremien wie der Geheime Steuerrat oder die Hofkammer.
Ab 1799 erfolgten im Kurfürstentum die Verwaltungsreformen von Maximilian von Montgelas. Da Düsseldorf 1795 bis 1804 französisch besetzt war, war der Geheime Rat nach Barmen-Gemarke ausgewichen. Ob des Kriegszustandes und des geringen faktischen Einflusses wurde der Geheime Rat von Montgelas zunächst nicht angetastet. Nach der Rückkehr nach Düsseldorf griffen die Montgelas’schen Reformen auch im Herzogtum Berg (das Herzogtum Jülich war 1801 an Frankreich abgetreten worden). Der Geheime Rat wurde aufgelöst und durch ein Landesdirektorium ersetzt. Dieses bestand aus einem Präsidenten, dem zwei kollegial organisierte Deputationen untergeordnet waren. Die erste Deputation, bestehend aus einem Präsidenten und sechs Räten wurde Nachfolger des Geheimen Rates. Die zweite Deputation wurde Nachfolger von Steuerrat und Hofkammer.
Herzog Maximilian Joseph von Pfalz-Zweibrücken, der spätere König von Bayern überließ das Herzogtum Berg am 30. November 1803 seinem Schwager Herzog Wilhelm in Bayern als Apanage, behielt aber die Souveränität. Maximilian setzte das Landesdirektorium wieder ab und führte erneut einen kurfürstlichen Geheimem Rat ein. Die Rechte Wilhelms nahm eine herzogliche Regierung wahr. Auch diese Regierungsorganisation hatte ein kurzes Leben. Am 15. März 1806 trat König Maximilian I. Joseph von Bayern sein Herzogtum Berg an Napoleon ab. Mit dem neu entstandenen Großherzogtum Berg endete die Geschichte des Geheimen Rates. Mit Dekret vom 24. April 1806 löste Großherzog Joachim Murat den Geheimen Rat auf. Am 12. April war er zum letzten Mal zusammengetreten.

## Mitglieder
- Johann Bernhard von Francken (1668–1746)
- Johann Wilhelm von Hompesch zu Bolheim, Präsident des Geheimen Rates 1794–1806
- Theodor Ark (1798–1806)
- Johann Peter Josef Bislinger (1804–1806)
- Johann Engelbert Fuchsius (1804–1806)
- Joseph Ludwig Franz de Paula Graf von Goltstein (1774–1804)
- Georg Arnold Jacobi (1804–1806)